# القانون الطبي 1858
القانون الطبي 1858 وهو قانون لتنظيم مؤهلات الممارسين في الطب والجراحة ، المشار إليه أيضًا بالقانون الطبي 1858 ، كان قانونًا صادرًا عن برلمان المملكة المتحدة والذي أنشأ المجلس الطبي العام لتنظيم الأطباء في المملكة المتحدة.
يصف القانون الغرض منه ، ويلاحظ أنه «من المناسب تمكين الأشخاص الذين يحتاجون إلى مساعدة طبية من التمييز بين الممارسين المؤهلين والممارسين غير المؤهلين».
وينشئ القانون منصب مسجل المجلس الطبي العام - وهو مكتب لا يزال قائماً حتى اليوم - مهمته الحفاظ على سجلات محدثة لأولئك المسجلين لممارسة الطب وإتاحتها للجمهور.
تم الآن إلغاء القانون بالكامل تقريبًا. القانون الحالي الذي ينظم التنظيم الطبي هو القانون الطبي لعام 1983.
وذكرت أنه بموجب نظام الفقراء القانون يمكن لمجالس الأوصياء توظيف فقط المؤهلين في الطب والجراحة كأطباء القانون الفقراء.
بموجب بند في القانون يعترف بالأطباء الحاصلين على شهادات أجنبية في بريطانيا ، تمكنت إليزابيث بلاكويل من أن تصبح أول امرأة تدخل اسمها في السجل الطبي (1 يناير 1859).